# 青柳誠
青柳 誠（あおやぎ まこと、1961年3月17日 - ）は、京都府京都市出身のジャズピアニスト、サクソフォーン奏者、音楽プロデューサー。 

## 来歴
1979年、立命館高等学校から立命館大学へ進学（後に中退）。同大学在学中の1981年、「ナニワエキスプレス」のキーボード&テナー・サクソフォーン演奏者として加入。1982年『NO FUSE』でCBS・ソニーからメジャー・デビュー。その後も7枚のアルバムをリリース。ライブ、コンサート、音楽フェスなどで演奏者として活躍。
近年は岩崎宏美のアルバムに参加、ツアーに帯同している。THE YELLOW MONKEY、谷村新司、谷村有美、平松愛理、南佳孝、吉田拓郎、LUNA SEA、ディック・リーなどとの共演の他、テレビ番組でのアレンジなども担っている。音楽プロデューサーとして谷村新司、真矢（LUNA SEA）らの作品制作に携わるなど制作側ブレーンとしても活動している。